# Ābkosh
Ābkosh (persiska: آبكش) är en ort i Iran.   Den ligger i provinsen Bushehr, i den södra delen av landet, 800 km söder om huvudstaden Teheran. Ābkosh ligger 21 meter över havet och antalet invånare är 819.
Terrängen runt Ābkosh är platt åt nordväst, men åt sydost är den kuperad. Runt Ābkosh är det glesbefolkat, med 17 invånare per kvadratkilometer. Närmaste större samhälle är Bord Khūn-e Now, 11,8 km söder om Ābkosh. Trakten runt Ābkosh är ofruktbar med lite eller ingen växtlighet.